# Pittodrie Stadium
O Pittodrie Stadium é um estádio de futebol situado na cidade de Aberdeen, na Escócia. Foi primeiramente usado pelo Aberdeen de 1899 até 1903. É um dos maiores estádios de futebol da Escócia, sendo menor só do que o Hampden, Celtic Park e Ibrox. O Pittodrie também está sendo usado ultimamente em jogos da Seleção Escocesa de Futebol, jogos de rugby e em shows de música, tendo Elton John como última atração.